# Georges de Caunes reçoit
Georges de Caunes reçoit est une émission radiophonique animée par Georges de Caunes et diffusée chaque jour de 9h à 12h30 sur RTL de 1967 à 1969. L'émission est aussi diffusée à la télévision sur Télé-Luxembourg de 1967 à 1969.
Les pellicules 16mm de l'émission ont été numérisées par le Centre national de l'audiovisuel luxembourgeois qui les conserve.

## Principe de l'émission
Revenu à la radio en 1967, le journaliste Georges de Caunes anime une série d’émissions d'entretiens dans lesquelles il reçoit des artistes français du cinéma ou de la chanson, tels que Danielle Darrieux, Eddy Mitchell, Marcel Amont, Annie Girardot, France Gall ou Claude François qu'il reçoit le 10 janvier 1968.